# علی گرجی
علی گرجی (۱۴ نوامبر ۱۹۶۶، مشهد) استاد و رئیس «مرکز تحقیقات صرع دانشگاه مونستر» آلمان و بنیان‌گذار مرکز علوم اعصاب شفا در تهران و مرکز تحقیقات علوم اعصاب رضوی در مشهد است. وی همچنین در درمان مجروحان جنگ ایران و عراق در بیمارستانهای مختلف ایران فعالیت داشته‌است.  وی در سال ۱۳۹۴ مرکز سرطان مهر رضوی   و در سال ۱۳۹۵ دپارتمان علوم اعصاب دانشکده پزشکی مشهد را راه اندازی کرد.  وی در سال ۱۴۰۱ بخش علوم اعصاب بالینی را در بیمارستان امام رضا مشهد پایه گذاری کرد. 
وی تحصیلات خود را در دانشگاه علوم پزشکی مشهد به پایان رسانده و برنامه‌های پژوهشی خود را در «دانشگاه مونستر» آلمان و «مرکز آسیب نخاعی و تحقیقات بالینی دانشگاه پزشکی سن دیه گو» گذراند.
وی فعالیت‌های تحقیقی و مقالات  فراوانی پیرامون بیماری صرع، سردرد‌های میگرنی، ضربات سیستم عصبی و سلولهای بنیادین انسانی  داشته‌است. همچنین عمل جراحی مغز بدون بیهوشی به سرپرستی وی در بیمارستان خاتم تهران انجام گرفت.
طرحهای ایمنی جاده ای و پیشگیری از ضربات سر، اضطراب زدایی از جامعه ایرانی، التهاب سیستم عصبی و مدیریت استعدادها توسط وی در ایران در حال اجرا می‌باشد. 

## فعالیت‌ها و سمت‌ها
- استاد و رئیس مرکز تحقیقات صرع دانشگاه مونستر آلمان[۱۱]
- ریاست کلینیک مجروحین شیمیایی در بیمارستان بنت الهدی در استان خراسان
- سردبیر نشریه پزشکی علوم اعصاب شفای خاتم[۱۲]
- ریاست دپارتمان علوم اعصاب دانشگاه علوم پزشکی مشهد
- استاد دانشگاه علوم پزشکی مشهد
- دستیار ارشد مرکز فیزیولوژی اعصاب دانشکده مونستر آلمان
- بیست و یکمین کرسی پژوهشی صندوق حمایت از پژوهشگران و فناوران کشور
- عضو منتخب لیگ بین‌المللی مبارزه با صرع (ILAE)

## مکاتبه با دبیر کل سازمان ملل پیرامون تحریم‌ها
به ابتکار وی نامه‌ای با امضای ۷۰ تن از پزشکان برتر جهان برای دبیر کل سازمان ملل در اعتراض به اثر گزاری تحریم‌های سازمان ملل علیه برنامه اتمی ایران بر روی بهداشت و سلامتی مردم ایران و عدم رسیدن داروها و لوازم پزشکی مورد نیاز به ایران ارائه گردید. بان کی مون دبیرکل سازمان ملل در نامه‌ای خطاب به پروفسور علی گرجی رئیس بخش تحقیقات صرع دانشگاه مونستر آلمان ضمن تشکر از دادخواست او در خصوص "منع تحریم‌های دارویی علیه ایران"، نوشته است: «اینجانب اخبار مربوط به تأثیرات تحریم‌ها بر روی نظام بهداشت در ایران را با جدیت پیگیری کرده و این پیگیری‌ها را ادامه می‌دهم تا اطمینان حاصل نمایم که تحریم‌ها با روشی عادلانه و شفاف برای اعطای معافیت‌های انسان‌دوستانه از جمله ارائه دارو و تجهیزات پزشکی به ایران اعمال می‌شود. من همچنین دولت جمهوری اسلامی ایران را ترغیب می‌نمایم تا با سفر گروه‌های مستقلی نظیر متخصصین در شورای حقوق بشر سازمان ملل، در خصوص تأثیرات تحریم‌ها به ایران موافقت نمایند تا با بررسی‌های بیشتر بتوانند گزارش‌های دقیق‌تری را در این خصوص ارائه نمایند.

## انتقاد از پزشکان ایرانی و شکایت سازمان نظام پزشکی
وی در مصاحبه‌ای با خبرگزاری فارس در فروردین ۱۳۹۴ به نقد عملکرد پزشکان ایرانی، بی اخلاقی، عدم تخصیص زمان مناسب برای ویزیت بیمار و همچنین مقایسه درآمد بسیار بالای پزشکان مغز و اعصاب ایرانی حتی در مقایسه با پزشکان آلمانی پرداخت. وی در بخشی از مصاحبه خود گفت: «سرویسی که پزشکان ایرانی ارائه می‌کنند ۵ درصد سرویس پزشکان آلمانی است و من واقعاً متاسفم که در سیستم پزشکی چند سال اخیر مواردی دیده شده که جای تأسف دارد... حلقه مفقوده جامعه پزشکی امروز اخلاق است و تا زمانی که این مسئله درست نشود بهترین امکانات و بهترین اموال پزشکی نیز برای کشور هیچ فایده‌ای در پی نخواهند داشت... ساعت کاری یک جراح مغز و اعصاب در آلمان از ساعت ۷ صبح تا ۱۶ است و معمولاً این افراد یکی دو ساعت نیز بیشتر کار می‌کنند بدون آن که اضافه حقوقی دریافت کنند. آن‌ها رابطه میان ویزیت، پول و بیمار را از بین برده‌اند و در آنجا برخلاف ایران از کارانه خبری نیست. به‌طور مثال درآمد ماهیانه یک جراح درجه یک مغز و اعصاب با تمام درآمدهای بخش خصوصی، دولتی، زیرمیزی‌ها و ... ۴ یا ۵ برابر یک پزشک آلمانی است.»
این مصاحبه بازتاب فراوانی در رسانه‌های ایران یافت که هم‌زمان با آن پخش سریال در حاشیه توجه جامعه به نقد پزشکان ایرانی را جلب کرده بود. اما رئیس سازمان نظام پزشکی (علیرضا زالی) از پروفسور گرجی به معاونت انتظامی سازمان نظام پزشکی شکایت کرد.